# Salamina (Cipro)
Salamina (in greco antico: Σαλαμίς?, in greco Σαλαμίνα?, in turco Salamis) era un'antica polis sulla costa orientale di Cipro, alla foce del fiume Pedio (Pedieos), sei chilometri a nord della moderna Famagosta e sette chilometri a sud del villaggio di Spathariko.

## Storia

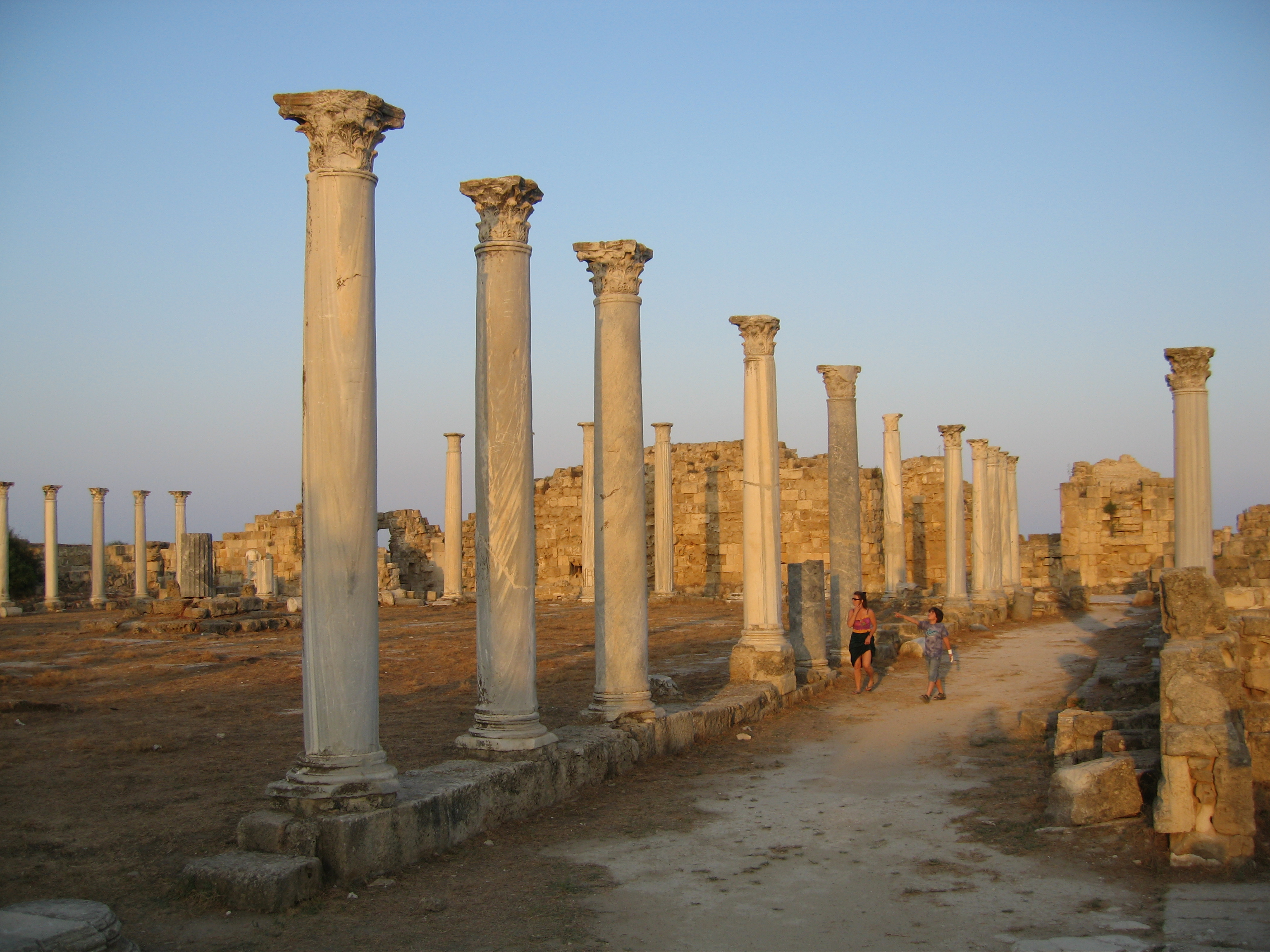
Il ginnasio.

Le più antiche testimonianze archeologiche datano all XI secolo a.C. (Tarda Età del Bronzo III). Secondo il mito, a fondarla sarebbe stato Teucro, figlio di Telamone, il quale, esiliato dal padre per non aver riportato suo fratello Aiace a casa, edificò la città dandole il nome della paterna Salamina. La presenza di minerale di rame rendeva Cipro uno snodo essenziale nella rete dei primi traffici commerciali, e l'isola fu una fonte da cui si irradiarono sul continente greco i tratti culturali tipici del Periodo orientalizzante, secondo l'ipotesi avanzata da Walter Burkert nel 1992. Le sepolture infantile in giare canaanite rivelano una presenza fenicia, a cui è attribuito un porto e una necropoli. La città è menzionata in iscrizioni assire come uno dei regni di Iadnana (Cipro).  Nell'877 a.C. un esercito assiro raggiunse per la prima volta il Mar Mediterraneo. Nel 708 a.C. i re delle città di Cipro rendevano omaggio a Sargon II di Assiria (Burkert). Le prime monete vennero coniate nel VI secolo a.C., ispirandosi a prototipi persiani.
Cipro era sotto il controllo degli Assiri a quest'epoca ma le città stato godevano di una certa autonomia fintantoché pagavano il loro tributo al re assiro. Questo permetteva ai re delle singole città di accumulare benessere e potere. Alcuni costumi funerari osservati nelle "tombe regali" di Salamina si collegano direttamente ai riti omerici, come il sacrificio di cavalli in onore del defunto e l'offerta di giare di olio d'oliva. Alcuni studiosi hanno interpretato questo fenomeno come il risultato dell'influenza dell'epica omerica a Cipro. Molti degli oggetti dei corredi funerari provengono dal Levante o dall'Egitto.
Distrutta da un terremoto attorno al 340, la città fu ricostruita e chiamata Costanza (Constantia) in onore dell'imperatore Costanzo II; infine fu definitivamente distrutta nel 647 dagli Arabi.

## Scavi archeologici

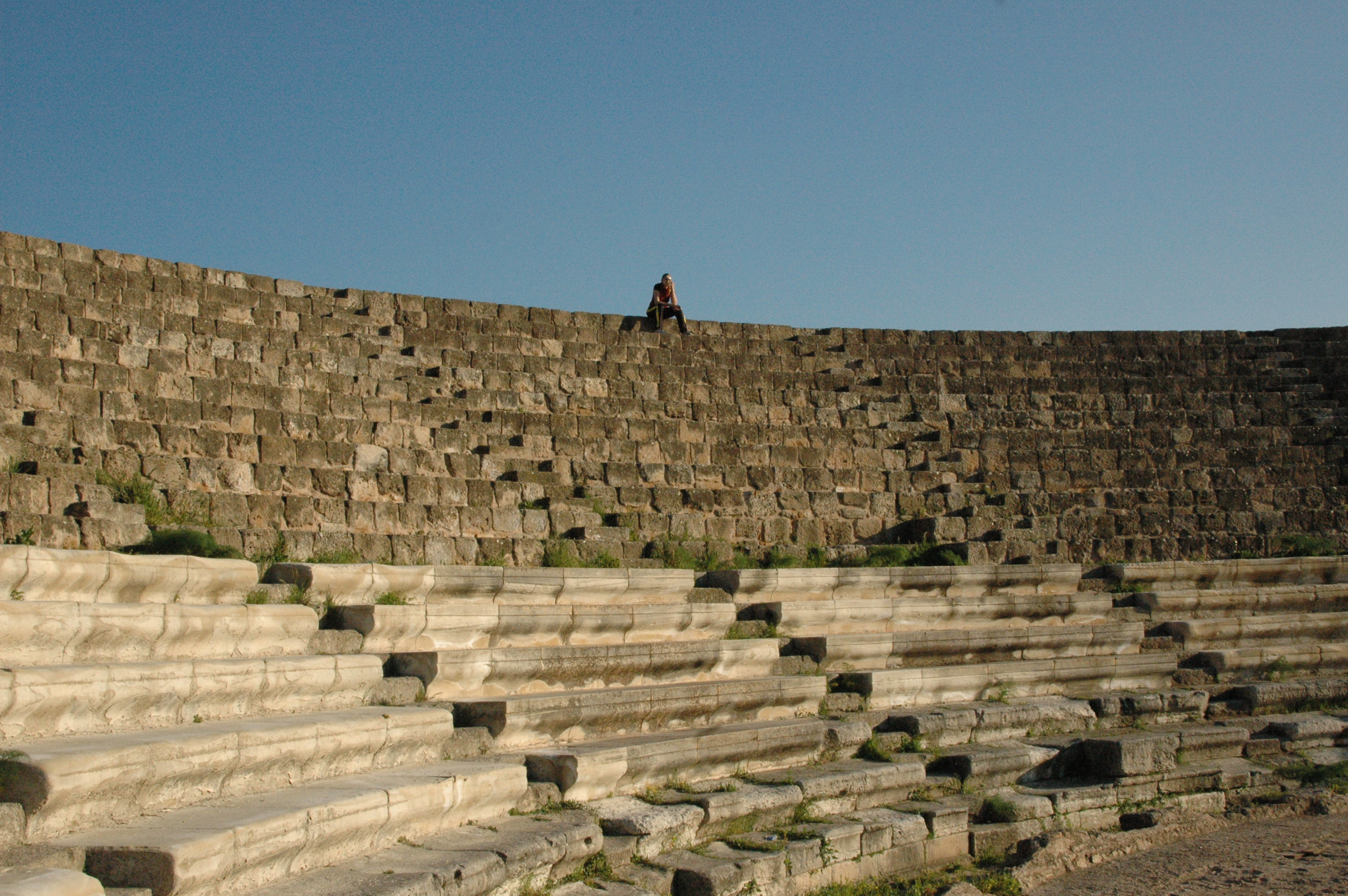
Teatro di Salamina